# 克拉伦斯·甘布尔
克拉伦斯·甘布尔（英語：Clarence Gamble，1881年8月16日—1952年6月13日），美国男子网球运动员。他曾代表美国参加1904年夏季奥林匹克运动会网球比赛，搭档阿瑟·韦尔获得男子双打铜牌。